# Bucecea
Bucecea is een stad (oraș) in het Roemeense district Botoșani. De stad telt 5345 inwoners.
Steden met gemeentestatus: Botoșani · Dorohoi

Steden zonder gemeentestatus: Bucecea · Darabani · Flămânzi · Săveni · Ştefăneşti